# Água Doce do Maranhão
Água Doce do Maranhão is een gemeente in de Braziliaanse deelstaat Maranhão. De gemeente telt 12.460 inwoners (schatting 2009).